# Інженерний-1
Інженерний-1 (рос. Инженерный-1) — село у Красногорському районі Московської області Російської Федерації.

## Розташування
Селище Інженерний-1 входить до складу сільського поселення Ільїнське. Найближчі населені пункти Николо-Урюпино, Поздняково, Михалково.

## Населення
Станом на 2010 рік у селі проживало 961 людина.